# Borsche-Berkhout-Reaktion
Die Borsche-Berkhout-Reaktion, benannt nach den Chemikern Walther Borsche und Albert Dirk Berkhout, ist eine Namensreaktion aus dem Bereich der  organischen Chemie und wurde 1904 erstmals beschrieben. Die Borsche-Berkhout-Reaktion ermöglicht die Darstellung von  1,3–Benzodioxan aus Phenolen und Aldehyden.

## Übersichtsreaktion
Phenole können mit Aldehyden in einer säurekatalysierten Reaktion zu 1,3–Benzodioxan umgesetzt werden:
Die Reaktion ist ebenso mit zusätzlich substituierten Phenolen und anderen Aldehyden durchführbar.
1,3–Benzodioxan kann anschließend weiter zu Lactonen oxidiert werden:

## Reaktionsmechanismus
Der nachfolgende Reaktionsmechanismus wird in Literatur beschrieben:
Im ersten Schritt wird die Carbonylgruppe des Aldehyds protoniert. Mit dem protonierten Aldehyd, wird unter Aufhebung der Aromatizität des Phenols (1), die Zwischenstufe 2 gebildet. Durch Deprotonierung kommt es anschließend zur Rearomatisierung. Im nächsten Schritt kann die Hydroxygruppe an einem weiteren protonierten Aldehyd angreifen, wodurch das Oxoniumion 3 entsteht. Unter Wasserabspaltung kommt es schließlich zum Ringschluss und nach einer weiteren Deprotonierung zur Bildung von 1,3–Benzodioxan (4).